# Campylocentrum zehntneri
Campylocentrum zehntneri  é uma espécie de orquídea, família Orchidaceae, que existe no Brasil.

## Publicação e histórico
- Campylocentrum zehntneri Schltr., Repert. Spec. Nov. Regni Veg. 21: 342 (1925).

Schlechter publicou esta espécie em 1925. Toda a bibliografia posterior, que trata do gênero Campylocentrum, ignora esta espécie. Não fomos capazes de encontrar a descrição original bem como nenhuma ilustração, de modo que a morfologia da planta permanece um mistério e por enquanto nada se sabe sobre sua real identidade e validade, a que grupo pertence, se é sinônimo de alguma outra, ou se alguma outra é seu sinônimo. Esta espécie é citada para o estado da Bahia, na mata atlântica.